# محمد القلاف
محمد القلاف (17 مايو 1984) لاعب كرة قدم بحريني يلعب حاليا لصالح نادي الدرجة الأولى البسيتين البحريني في مركز المهاجم من 2015.

## الإنجازات
- الدرجة الأولى (1): 2013